# Batseba i badet
Batseba i badet eller Batseba med kung Davids brev (nederländska: Batseba met de brief van Koning David) är en kvadratisk oljemålning av den nederländske konstnären Rembrandt. Den målades 1654 och ingår sedan 1869 i Louvrens samlingar i Paris. Rembrandt målade 1643 en annan tavla med samma motiv, Batsebas toalett, som 1913 donerades till Metropolitan Museum of Art i New York.  
Batseba var enligt Andra Samuelsboken (kapitel 11) i Gamla Testamentet hustru till hettiten Uria, en av kung Davids officerare. Episoden när David får syn på Batseba i badet är ett vanligt motiv i västerländsk konst. Rembrandt har i sina två målningar utelämnat David och helt fokuserat på Batseba. Hennes tjänare som tvagar henne framskymtar i bildernas mörkare delar. I Metropolitanversionen avbildas kungapalatset i bakgrunden varifrån David osynligt iakttar henne. I Louvrenversionen läser Batseba ett brev från David, kanske ett meddelande om att han önskar träffa henne. Deras möte slutar med att David förälskar sig i henne och ordnar så att hennes man faller i strid. Senare gifter de sig och hon blir mor till Salomo.
Det är troligen Hendrickje Stoffels som suttit modell för Batseba. Hon och konstnären hade en mångårig kärleksrelation efter det att hans hustru Saskia van Uylenburgh dött. Rembrandt tycks visa både ömhet och kärlek för den porträtterade. Troligtvis är Stoffels även modell för den samtida och liknande målningen Badande kvinna.  

## Relaterade målningar

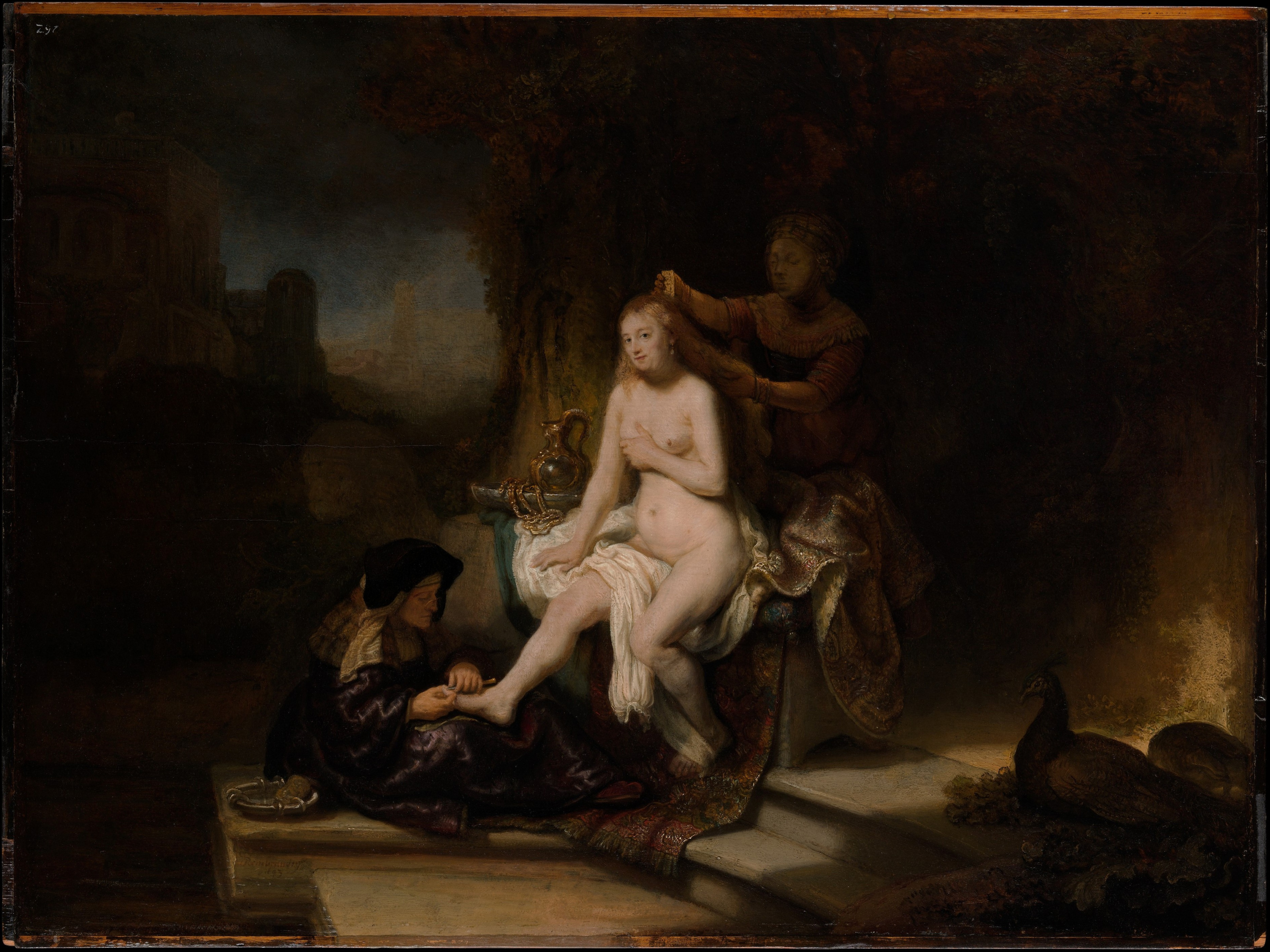
Rembrandt, Batsebas toalett (Batseba aan haar toilet) från 1643, Metropolitan Museum of Art (57,2 x 76,2 cm).
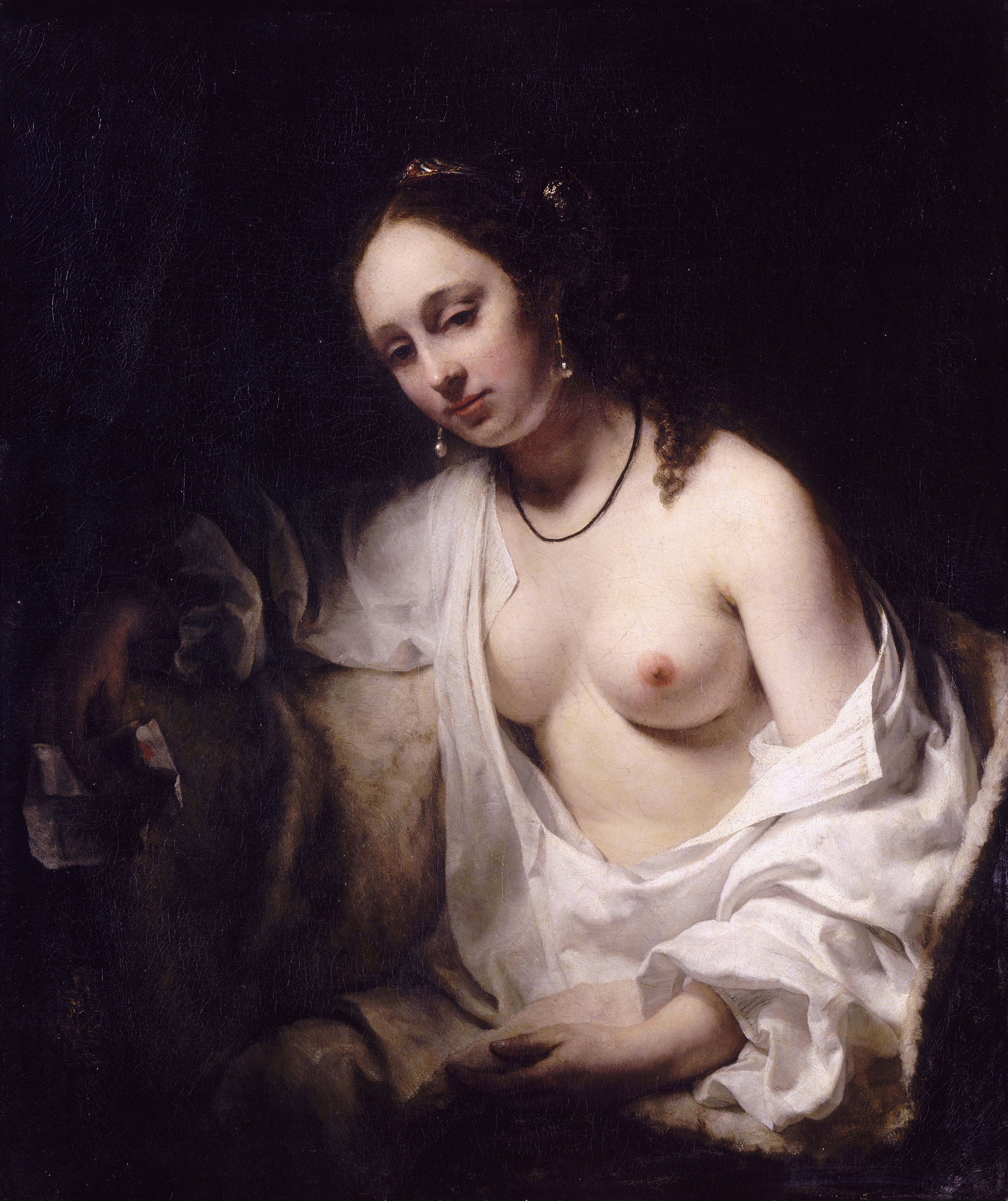
Samtida målning av Rembrandts lärjunge Willem Drost, Batseba med Davids brev (1654).
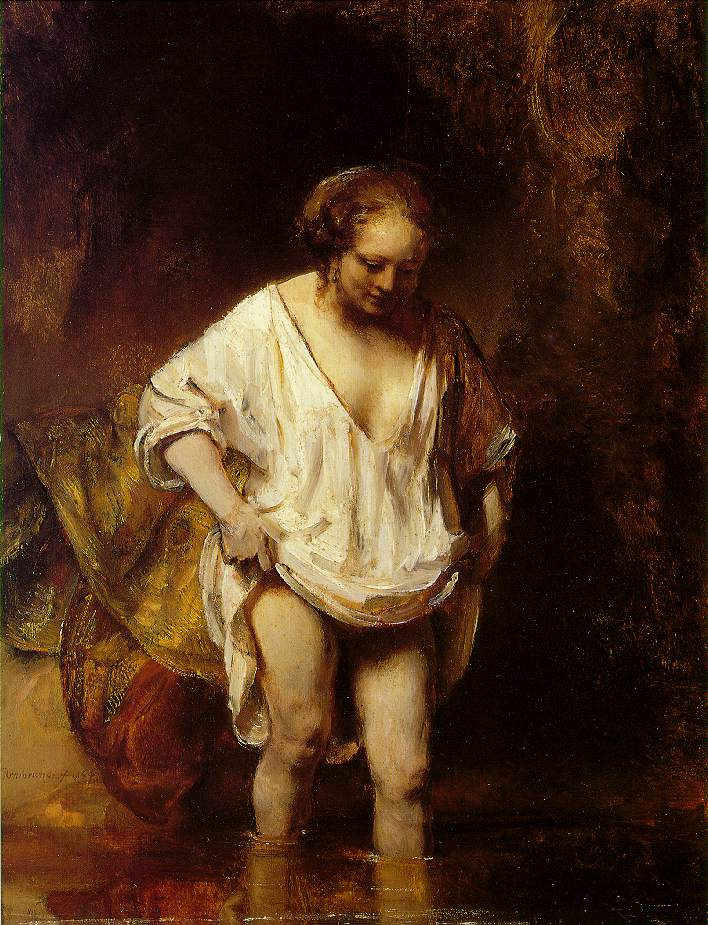
Rembrandt, Badande kvinna (Badende vrouw), 1655, National Gallery.